# Miltiades

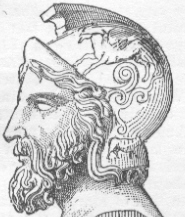
Miltiades

Miltiades Młodszy (gr. Μιλτιάδης, ok. 554 p.n.e. - 488 p.n.e.) – polityk i wódz ateński. Zwycięzca spod Maratonu, ojciec Kimona.
W latach 525-524 p.n.e. był archontem w Atenach. Około 516 p.n.e. wyruszył na czele niewielkiego, świetnie uzbrojonego oddziału na Chersonez, gdzie miał chronić interesy Aten. Objął tam władzę tyrańską po śmierci starszego brata Stesagorasa, następcy ich stryja Miltiadesa Starszego. Uczestniczył w perskiej wyprawie na Scytów około 513 p.n.e. Próbował nakłonić innego towarzyszącego Persom greckiego dowódcę, Histiajosa, by zniszczył pilnowany przez Greków most na Dunaju i uniemożliwił w ten sposób ucieczkę perskiej armii z ziem Scytów. Niektórzy historycy podważają tę relację wskazując na to, że perski król, który wycofał się przez niezniszczony most, nie odebrał Miltiadesowi władzy w Chersonezie. 
Wziął udział w powstaniu jońskim przeciwko Persom, które wybuchło w 499 p.n.e. Gdy Persowie zdławili powstanie uciekł z Chersonezu i wrócił do Aten (493 p.n.e.). Stanął tam na czele ugrupowania antyperskiego. Sprzyjający Persji Alkmeonidzi oskarżyli go o tyranię w Chersonezie, ale został uniewinniony. 
W 490 p.n.e., gdy perska armia wyruszyła przeciwko Atenom, został wybrany jednym z 10 strategów. Przekonał Ateńczyków, by nie bronić się w mieście, tylko wyruszyć naprzeciw wrogom. Obie armie spotkały się na maratońskiej równinie na wschód od Aten. Po kilku dniach oczekiwania Miltiades przekonał archonta Kallimacha, zwierzchnika strategów, by zaatakować Persów. W dniu, w którym wojskami ateńskimi dowodził Miltiades, Grecy zaatakowali i pokonali liczniejszych Persów. Swój sukces Miltiades zawdzięczał zdecydowaniu i znajomości perskiej armii. Wdzięczni Ateńczycy wystawili mu posąg. 
Będąc bożyszczem ludu, Miltiades łatwo przekonał Ateńczyków, by ukarali wyspę Paros, która poddała się Persom bez walki. Oblężenie Paros w 489 p.n.e. zakończyło się jednak klęską. Wtedy zaatakowali polityczni przeciwnicy Miltiadesa i oskarżyli go o oszukanie ateńskiego ludu (Miltiades obiecywał łatwe zwycięstwo i łupy). Skazano go na ogromną grzywnę 50 talentów. Wkrótce potem Miltiades zmarł w więzieniu od rany odniesionej na Paros. Grzywnę spłacił jego syn Kimon.